# 三重県道574号九鬼港線
三重県道574号九鬼港線（みえけんどう574ごう くきこうせん）は、三重県尾鷲市を通る一般県道である。

## 概要
九鬼漁港から尾鷲市九鬼町に至る。

### 路線データ
- 起点：尾鷲市九鬼町（九鬼漁港）
- 終点：尾鷲市九鬼町（国道311号交点）
- 総延長：1,661 m

## 路線状況

### 通過する路線バス
- 尾鷲市ふれあいバス（コミュニティバス、三重交通委託）が全区間で運行されている。

### 交通規制
| 区間                   | 延長    | 時間雨量 | 連続雨量 |
| ---------------------- | ------- | -------- | -------- |
| 尾鷲市九鬼町田海道地内 | 約400 m | 40 mm/h  | 200 mm   |

## 地理

### 通過する自治体
- 三重県
  - 尾鷲市

### 交差する道路
| 交差する道路 | 交差する場所 | 交差する場所 |
| ------------ | ------------ | ------------ |
| 国道311号    | 九鬼町       | 終点         |

### 沿線
- 九鬼漁港
- 尾鷲市役所 九鬼出張所
- 尾鷲市立九鬼小学校
- 九鬼郵便局
- 尾鷲市立九鬼中学校 - 2009年（平成21年）3月31日閉校
- JR東海紀勢本線 九鬼駅